# Pigmentni tisak
Pigmentni tisak označava fotografski postupak u kojem sliku na željenom nosiocu dobivamo pomoću prirodnih ili umjetnih pigmenata. Spomenuti su pigmenti u pravilu stabilni i otporni na svjetlo te je dobivena slika izrazito trajna. Izvorne povijesne slike u ovoj tehnici su dobivene ispiranjem dijelova koji nisu bili osvjetljeni pri eksponiranju svjetloosjetljivog sloja.